# Якутская топливно-энергетическая компания
ПАО «Якутская топливно-энергетическая компания» (ЯТЭК) — советская и российская газодобывающая и топливная компания. Является основным газодобывающим предприятием Республики Саха (Якутия) с долей 86 %. Основано в 1967 году как ГП «Якутгазпром», в 1994 году преобразовано в открытое акционерное общество, а в 2010 году получило современное название. Она ведет промышленную разработку Средневилюйского, Мастахского газоконденсатных месторождений. Это единственное предприятие, которое снабжает газом центральные регионы республики, потребности Якутска полностью удовлетворяются ресурсами компании.
Ранее ЯТЭК входил в состав холдинга «Сумма», основатель которой, Зиявудин Магомедов, был арестован в апреле 2018 года по обвинению в мошенничестве. В 2018 году компания поменяла статус на публичный. В 2019 году «А-Проперти», подконтрольная Альберту Авдолняну, стала мажоритарным акционером Якутской топливно-энергетической компании (ЯТЭК). Штаб-квартира расположена в Якутске.

## История
История компании начинается с освоения Усть-Вилюйского месторождения. В 1963 году здесь началось строительство промысловая газораспределительная станция (ПГРС) и магистрального газопровода Таас-Тумус — Якутск. В 1967 году строится газопровод Таас-Тумус — Якутск — Покровск, первый газопровод на вечной мерзлоте. В этом же году образовано Якутское газопромысловое управления при производственном объединении «Тюменьгазпром». В 1968 году в Якутск подан первый газ с Усть-Вилюйского месторождения, начинается газификация республики. В 1973 году вводится в промышленную эксплуатацию Мастахское газоконденсатное месторождение. В следующем году создается производственное объединение «Якутгазпром» Мингазпрома СССР. В 1975 году введена в эксплуатацию основная установка комплексной подготовки газа Мастахского ГКМ производительностью 3 млн м³ газа в сутки.

## Деятельность
ЯТЭК ведёт промышленную разработку на Средневилюйском и Мастахском газоконденсатных месторождений. Толонский лицензионный участок находится в стадии завершения геологоразведки, запуск промышленной разработки планируется осуществить до 2025 года углеводородов. Тымтайдахское месторождение, Майский, Северный, Южный участки и участки в Республике Калмыкия находятся в стадии изучения.
Входит в список системообразующих предприятий РФ в сфере топливно-энергетического комплекса.
Реализует проект «Якутский СПГ», включающий строительство магистрального газопровода до побережья Охотского моря и завода СПГ в Хабаровском крае.

### Запасы
По данным компании, запасы природного газа категории АВС1 и В2С2 оцениваются в 582,5 млрд кубометров, извлекаемого газового конденсата — 25,3 млн тонн.

### Показатели деятельности
Единственный поставщик газа для потребителей центральной части Якутии и города Якутска.
Объём добычи природного газа в 2019 году — 1,9 млрд куб.м., газового конденсата — 121 тыс. т.
Рейтинговое агентство АКРА присвоило в 2020 году ПАО «ЯТЭК» рейтинговую оценку A(RU) со стабильным прогнозом. Рейтинг ежегодно подтверждается (2021-2025).
Рейтинговое агентство «Эксперт РА» присвоило компании в 2015 году рейтинговую оценку A+ (I) со стабильным прогнозом, в 2016 году рейтинг был отозван.

## Руководство
29 ноября 2019 стало известно о переизбрании членов совета директоров 6 из 7.
Совет директоров состоит из:
- Антон Агафонов
- Ирина Белянова
- Сергей Докучаев
- Андрей Коробов
- Вячеслав Першуков
- Родион Сокровищук
- Максим Соков

C 7 декабря 2019 года генеральным директором назначен советом директоров Андрей Коробов сроком на 3 года, взамен уволившегося по собственному желанию Леонида Чугунова и проработавшего 2,5 месяца.